# Stenischia humilis
Stenischia humilis är en loppart som beskrevs av Xie Baoqi et Gong Zhengda 1983. Stenischia humilis ingår i släktet Stenischia och familjen mullvadsloppor. Inga underarter finns listade i Catalogue of Life.